# Viljem IV. Bavarski
Viljem IV. Bavarski, bavarski vojvoda, * 13. november 1493, München, Sveto rimsko cesarstvo, † 7. marec 1550, München, Sveto rimsko cesarstvo.

## Življenje
Viljem se je rodil v Münchnu bavarskemu vojvodi Albertu IV. in njegovi ženi Kunigundi, hčerki cesarja Friderika III. Po smrti očeta je leta 1508 postal bavarski vojvoda. Čeprav je njegov oče leta 1506 izdal odlok, da mora prestol vedno naslediti prvorojeni sin, ga Viljemov mlajši brat Ludvik ni sprejel, ter zavrnil kariero v cerkvi. Odloku je nasprotoval z argumentom, da je bil izdan po njegovem rojstvu. Pod pritiskom matere in deželnih stanov ga je Viljem leta 1516 moral sprejeti za sovladarja. Ludvik je nato vladal okrajema Landshut in Straubing.
Viljem je na začetku simpatiziral z reformacijo, vendar si je po vse večji podpori reformaciji na Bavarskem premislil in leta 1522 izdal zakon, s katerim je prepovedal vsa dela Martina Luthra na Bavarskem. Po dogovoru s papežem Klemenom VII. leta 1524 je postal politični vodja nemške protireformacije, čeprav je ostal v nasprotju s Habsburžani, saj je njegov brat Ludvik zahteval češko krono. Obe vojvodi sta v zavezništvu s salzburško nadškofijo pomagali zatreti kmečko vstajo v Južni Nemčiji leta 1525. Spor s Habsburžani se je končal leta 1534, ko sta obe vojvodi dosegli sporazum s Ferdinandom Habsburškim v Linzu. Leta 1546 je Viljem podprl cesarja Karla V. v njegovi vojni proti šmalkaldenski zvezi. Viljemov kancler je bil več kot 35 let Leonhard von Eck.
Viljem je bil velik zbiralec in mecen umetniških del. Med drugim je naročil pomembno zbirko slik različnih umetnikov, vključno z bitko na Isu, ki jo je naslikal Albrecht Altdorfer. Ta se tako kot večina Viljemove zbirke sedaj nahaja v Alte Pinakothek v Münchnu. Leta 1546 je dal prezidati dvorec Dachau iz gotske ruševine v renesančno palačo. Leta 1523 je imenoval Ludwiga Senfla za vodjo Bavarskega državnega orkestra, s katerim se začel njegov vzpon.
23. aprila 1516 je Viljem v Ingolstadtu izdal Reinheitsgebot (Zakon o čistosti piva), ki je najstarejši predpis glede kakovosti živil na svetu. Zakon je proizvajalcem piva zapovedoval, da se pivo lahko proizvaja zgolj iz naslednjih sestavin: ječmena, hmelja in vode. Zakon se je sčasoma razširil po vsej Nemčiji, ter je ostal v veljavi vse do 1986, ko je bil zaradi zahtev Evropske unije odpravljen, čeprav večina nemških pivovarjev svoja piva še vedno vari v skladu s tem zakonom. 
Viljem je umrl v Münchnu, kjer je tudi pokopan. Na prestolu ga je nasledil sin Albert V.